# Polymorphisme génétique
Ne doit pas être confondu avec le polyphénisme, expression de plusieurs phénotypes à partir du même matériel génétique
Pour les articles homonymes, voir Polymorphisme.

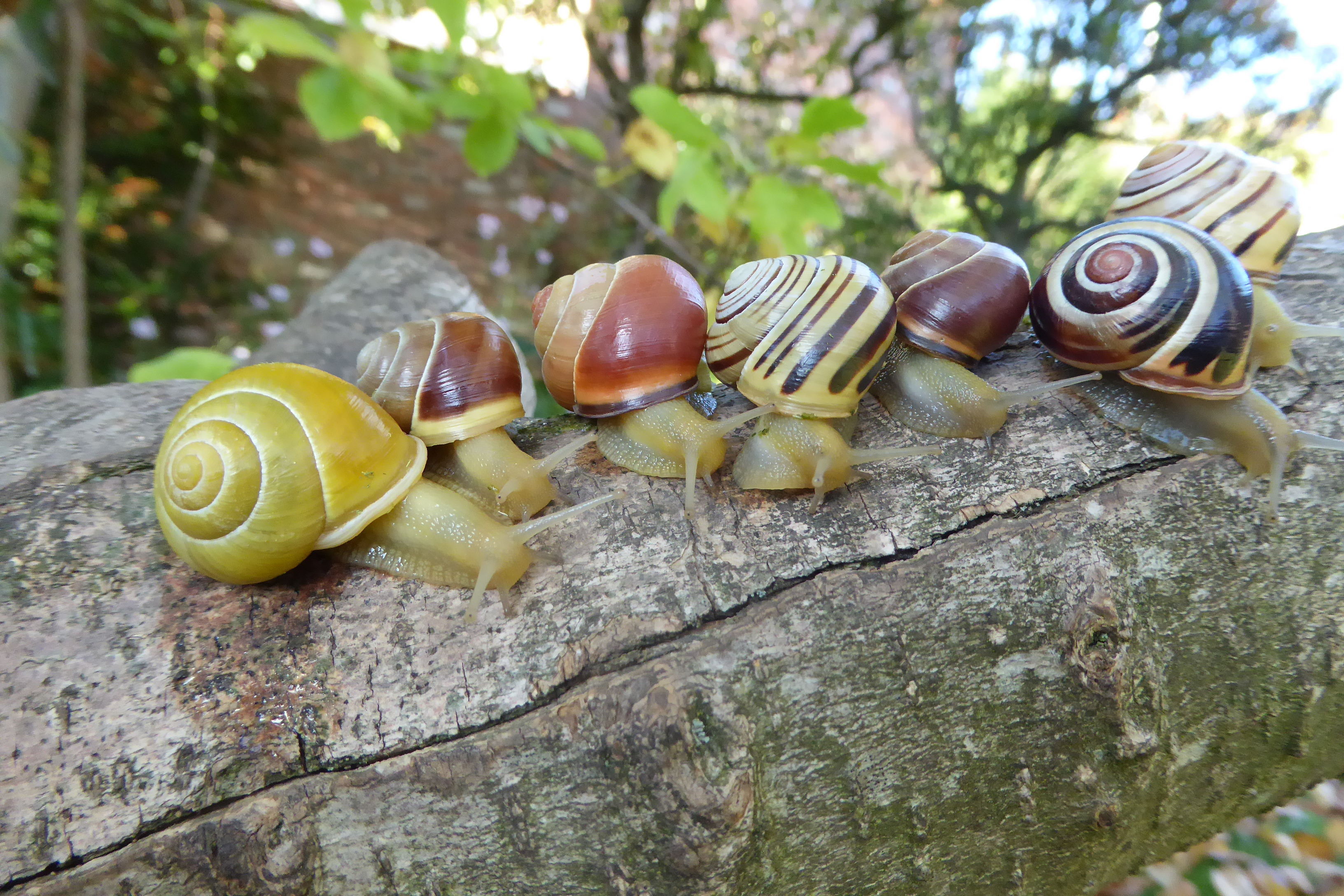
Polymorphisme chez l’escargot des bois

Le polymorphisme génétique (du grec « poly » plusieurs et « morphê » forme) est la coexistence de plusieurs allèles pour un gène ou locus donné, dans une population animale, végétale, fongique, bactérienne.
Il explique qu'une espèce présente des individus aux caractères phénotypiques différents (appelés morphotypes) au sein d'une même population. C'est un des éléments, intraspécifique, de la diversité génétique qui est considéré comme facilitant l'adaptation des populations à leur environnement plus ou moins changeant.
Il explique notamment des motifs variables (ex : dessins de pelages ou de certaines coquilles d'escargot), ou diverses spécificités (groupes sanguins humains, etc.).

## Histoire des sciences
L'expression a été utilisée pour la première fois pour décrire des différences visibles telle que la couleur du pelage, mais on l'utilise aujourd'hui pour toutes les espèces et tous les types de phénotypes (dont les groupes sanguins).

## Types de polymorphisme
Le polymorphisme est lié à des variations induites par des mutations génétiques.

Ces mutations peuvent être « neutres », « faiblement délétères » ou « favorables » du point de vue de la sélection naturelle. Elles sont ou non conservées dans le patrimoine génétique de l'espèce ou d'une sous-population par différentes adaptations (exemple : mimétisme susceptible d'améliorer la survie des individus).

La persistance d'allèles faiblement délétères pourrait jouer un rôle important dans le polymorphisme génétique, notamment au sein de l'espèce humaine, certains auteurs parlent à ce sujet de « polymorphisme délétère ».

## Déterminisme
Le polymorphisme correspond aux variations de la séquence nucléotidique de l'ADN d'un gène dans une population.

Un gène est dit polymorphe s'il existe au moins deux allèles à une fréquence égale ou supérieure à 1 %.

## Exemple
Considérons deux gènes A et B pour lesquels il existe plusieurs allèles : A1, A2, A3, A4… et B1, B2, B3, B4, etc.
Les différentes combinaisons de gènes et d'allèles donnent naissance à des génotypes divers tels que A1A1B1B1, A1A2B1B1, A1A3B1B1, A2A4B2B3, AnApBxBy pour une espèce diploïde.
Pour illustrer prenons deux variétés, l'une A1A3B2B4 et l'autre A2A4B1B3. Lors de la méiose, la première va donner des gamètes A1B2, A1B4, A3B2, A3B4 dont les proportions dépendent de la liaison génétique entre les gènes A et B. L'autre parent va donner des gamètes A2B1, A2B3, A4B1, A4B3. Au moment du croisement (puisque le plus souvent il n'y a pas autofécondation en raison d'autoincompatibilité), les rencontres de gamètes portées respectivement par l'ovule et le pollen se font de manière aléatoire. À partir de deux gènes seulement, on peut générer dans cet exemple 16 combinaisons distinctes. En généralisant le raisonnement à des milliers de gènes, le nombre de combinaisons (théoriques) possibles tend vers l'infini. Ce qui va réduire le nombre théorique c'est le nombre de gènes, le nombre d'allèles possibles de chaque gène, le degré de liaison entre gènes et le fait que le phénotype (l'aspect) ne reflète que les différences que nos yeux ou nos outils sont capables de distinguer. Deux fruits considérés comme rouges pour notre œil ou notre colorimètre peuvent cacher une diversité génétique invisible à moins d'étudier précisément les gènes (nombreux) qui interviennent pour produire le pigment coloré impliqué.
En bref, l'autoincompatibilité maintient l'état hétérozygote (donc la diversité allélique interne) et oblige les individus d'une même espèce à s'intercroiser (et non à s'autoféconder), ce qui est favorable à l'expression d'une très grande diversité génétique dans la descendance.

## Indice de polymorphisme
(décembre 2016).
Améliorez-le ou discutez des points à vérifier. 
L'indice de polymorphisme ou indice de diversité de Nei mesure le polymorphisme pour un gène en fonction des fréquences de chaque allèle dans une population. Il se calcule de cette manière :
- I.P. = (nombre de locus polymorphe)/(nombre de locus étudiés)[8] ;
- s'il n'y a qu'un seul allèle, I.P.=0 ;
- plus il y aura d'allèles plus l'indice sera grand ;
- plus les allèles auront des fréquences proches les unes des autres et plus l'indice sera grand.